# Mario Party 4
Mario Party 4 é um party game de 2002 desenvolvido pela Hudson Soft e publicado pela Nintendo para o GameCube. O jogo é a quarta entrada da série Mario Party e é o primeiro jogo da série a ser lançado para o GameCube. Assim como os jogos anteriores da série, apresenta oito personagens jogáveis da franquia Mario: Mario, Luigi, Princesa Peach, Yoshi, Wario, Donkey Kong, Princesa Daisy e Waluigi, que podem ser controlados em 6 tabuleiros temáticos. O objetivo é ganhar o máximo de estrelas possível, cujas são obtidas através de compra em um único espaço predefinido do tabuleiro de jogo. O movimento de cada personagem é determinado pelo lançamento de um dado, com o lançamento de cada jogador formando um único turno. Cada turno é seguido por um minijogo no qual os personagens competem por moedas que podem usar para comprar itens e estrelas.
Mario Party 4 teve uma recepção mista, com algumas reclamações sobre falta de originalidade e ritmo lento durante os jogos. Ele ganhou o prêmio de Jogo Familiar do Ano no Interactive Achievement Awards de 2003. Futuramente, o jogo teve uma versão Player Choice, que era uma versão anterior ao visto atualmente como Nintendo Selects, Alguns mini games foram relançados para o Nintendo 3DS (Mario Party: The Top 100) e Nintendo Switch (Mario Party Superstars)

## Jogabilidade
Mario Party 4 é baseado em um jogo de tabuleiro interativo jogado por 4 personagens da franquia Mario, que são controlados pelo jogador ou pela inteligência artificial do jogo. O jogo apresenta 8 personagens jogáveis, embora eles não possuam atributos de jogabilidade diferentes entre si (exceto por favorecer certos itens quando controlados pela IA ). Os jogadores podem organizar seus personagens em pares opostos ou jogar de forma independente em uma battle royale. Tal como acontece com a maioria dos jogos de tabuleiro, cada participante se reveza no lançamento de um bloco de dados de 1 a 10 para determinar o número de espaços movidos no tabuleiro. Ao todo, o jogo conta com 60 minijogos, um dos quais segue cada rodada de quatro turnos, que rende um prêmio em moedas para o vencedor. Para comprar uma estrela, são necessárias vinte moedas, sendo o vencedor o personagem com o maior número de estrelas no final do jogo. A duração de um jogo pode variar, pois o número predeterminado de minijogos é ajustável em múltiplos de 5 (no mínimo 10, no máximo 50). As estrelas geralmente são obtidas por compra no espaço específico do tabuleiro onde está colocada, com a localização da estrela alterando para outro espaço após cada aquisição. Três estrelas extras podem ser entregues aos jogadores no final da partida se o "modo bônus" estiver ativado, com uma estrela sendo concedida ao jogador com mais minijogos ganhos, uma estrela ao jogador com mais moedas coletadas e uma estrela concedida ao jogador com mais espaços visitados. Este modo também contém blocos ocultos, que concederão moedas ou uma estrela quando localizados e atingidos.
Mario Party 4 apresenta 6 tabuleiros, 5 dos quais levam o nome de um personagem secundário da série Mario, como o Goomba. Os tabuleiros recebem o tema do seu personagem titular e contêm recursos especializados para refletir isso, como a roleta no cassino "Goomba's Greedy Gala". Os personagens a bordo seguem uma rota definida, embora isso se torne opcional ao chegar a um cruzamento. Os tabuleiros também contêm vários "Eventos", que são estações genéricas colocadas em cada tabuleiro. Isso inclui "Loterias", onde o dinheiro é apostado em prêmios de itens, e "Boo Houses", onde Boo é pago para roubar moedas ou uma estrela de um oponente. A maioria dos espaços nos tabuleiros são indicados por círculos azuis ou vermelhos, com o azul concedendo moedas e o vermelho as deduzindo.  Também estão disponíveis espaços alternativos, como “espaços de acontecimento”, que acionam um evento exclusivo do tabuleiro atual. "Espaços de Cogumelos" concedem ao usuário um "Mega" ou "Mini" Cogumelo - "Mega Cogumelos" estendem o alcance do movimento enquanto "Mini Cogumelos" o restringem. Além disso, personagens gigantes irão ignorar “Eventos” e estrelas, enquanto personagens reduzidos podem acessar áreas especiais no tabuleiro através de canos. Vários outros itens podem ser comprados nas lojas a bordo, como "Swap Cards", que troca itens entre 2 jogadores.
Os minijogos em Mario Party 4 são eventos curtos e não relacionados com um objetivo específico que os jogadores devem cumprir para ganhar moedas como recompensa. Os minijogos são desbloqueados durante o "Modo Festa" principal, embora possam ser jogados fora do contexto do tabuleiro de jogo no "Modo Minijogo". Isso permite ao jogador jogar minijogos livremente, selecionar quais minijogos desejam e controlar as condições de vitória em uma partida, como a “partida de 3 vitórias”; ou jogue minijogos 2 contra 2 para reivindicar um espaço no tabuleiro do jogo da velha. Os minijogos são divididos em 7 categorias: "4 jogadores", "1 vs 3", "2 vs 2", "Batalha", "Bowser", "História", etc. Os 3 primeiros ocorrem aleatoriamente após cada conjunto de turnos durante uma festa, enquanto “Batalha” só pode ser acionada ao pousar no espaço correspondente no tabuleiro. Ao contrário dos minijogos normais, os jogadores devem contribuir com seu dinheiro e depois competir para recuperá-lo ou ganhar mais ao vencer o minijogo. Existem também grupos mais raros de minijogos, como os minijogos Bowser que exigem que o perdedor desista de itens ou moedas e os minijogos, que só podem ser acessados por personagens reduzidos pelo "Mini Cogumelo". Um conjunto de minijogos que não podem ser jogados em condições normais está localizado na "sala Extra", apresentando Thwomp e Whomp.
O jogo apresenta um enredo solto em que o jogador deve progredir no Modo História para ganhar presentes dos personagens homônimos dos tabuleiros pertinentes. Estes são presentes que foram trazidos para a festa de aniversário do jogador no jogo, que devem ser completados ganhando o maior número de estrelas em um jogo de tabuleiro e, posteriormente, derrotando o presenteador em um minijogo especial de história individual. Tudo isso está contido no “Party Cube”, que atende aos desejos de seus usuários; o clímax da história vem na forma de Bowser, que deseja atrapalhar a festa com seu próprio conselho, organizado por Koopa Kid. Além disso, ao contrário do seu antecessor, Princess Daisy e Waluigi agora podem ser jogados no Story Mode.

## Desenvolvimento
Mario Party 4, como todos os jogos da série Mario Party até Mario Party 8, foi desenvolvido pela Hudson Soft e publicado pela Nintendo. O jogo foi anunciado pela primeira vez em uma conferência de imprensa da Nintendo em Tóquio em 2002, com os anúncios feitos por Shigeru Miyamoto e Satoru Iwata. Foi incluído na lista de jogos da Nintendo de 2002, que eles classificaram como o "maior ano" para software na época. A Nintendo apresentou uma demonstração jogável do jogo na E3 2002, apresentando um conjunto limitado de minijogos. O jogo contou com dublagem de Charles Martinet (Mario, Luigi, Wario e Waluigi), Jen Taylor (Peach, Daisy e Toad) e Kazumi Totaka (Yoshi), todos os três trabalhando nos jogos anteriores da franquia Mario.
Os designs dos personagens de Mario Party 4 marcaram a finalização de uma atualização na direção de arte da franquia Mario, que se inicia em Luigi's Mansion em 2001 para substituir os designs 3D atarracados e de desenho animado da era Nintendo 64. Elementos de design de personagens como as roupas de Wario, os vestidos de Peach e Daisy e a aparência física de Daisy foram finalizados em Mario Party 4 e permaneceram praticamente inalterados desde então.

## Recepção
Mario Party 4 recebeu críticas "mistas ou médias", de acordo com o site de agregação de críticas Metacritic onde conseguiu uma media 70. No Japão, a Famitsu deu uma pontuação de 30 em 40.
Ryan Davis da GameSpot elogiou o formato de minijogo do jogo, embora tenha notado que "os jogadores que já se esgotaram dos títulos anteriores de Mario Party podem não encontrar aqui o suficiente para atraí-los de volta".  Tom Bramwell, da Eurogamer, reconheceu a variedade e as características temáticas dos tabuleiros, mas os considerou demasiadamente grandes, resultando em um "ritmo glacial" quando combinados com as animações on-board. Apesar disso, a IGN elogiou os tabuleiros pelas características temáticas de cada um, o que ajudou a “aliviar o tédio”. Os controles do jogo foram elogiados por sua compatibilidade com os minijogos e simplicidade, com a maioria dos minijogos exigindo ações simples e pressionamentos de botões.
O modo multijogador do jogo foi elogiado pelos críticos, especialmente em comparação com o modo história para um único jogador. O elemento multijogador foi conhecido por atrair um público diversificado por suas qualidades de jogo de festa e por ser um "título para todos". Por outro lado, o Story Mode foi criticado por agravar questões relacionadas ao ritmo, que já foi comentado como tendo "ritmo de caracol". Além disso, a inteligência artificial do jogo foi criticada por contribuir para um desequilíbrio no jogo, com a disponibilidade aleatória de itens de qualidade dando aos jogadores uma vantagem injusta. O espaço “reversão da fortuna”, que inicia um minijogo em que o vencedor receberia estrelas ou moedas de outro jogador, foi criticado por motivos semelhantes, pois penalizava os jogadores que potencialmente se saem bem no jogo. Os minijogos tiveram principalmente uma reação positiva, com os críticos elogiando sua simplicidade. O recurso de agrupamento nos minijogos também foi bem recebido por contribuir com uma nova dinâmica de jogo, embora Bramwell tenha comentado que "pode parecer um pouco estranho formar uma equipe com seus concorrentes em alguns casos".
A maioria dos críticos notou a melhoria gráfica do jogo em relação a seus antecessores, com o estilo visual dos minijogos recebendo elogios em particular. Embora a IGN tenha comentado que o jogo foi graficamente uma "grande melhoria desde a última vez que vimos a franquia", foi comentado que "É uma mistura de coisas boas e ruins". A GameSpot reclamou que as animações dos personagens pareciam "um pouco sem vida" e que os tabuleiros não eram esteticamente agradáveis. O áudio do jogo foi recebido com uma reação ambivalente, com os críticos gostando da música, mas reclamando dos bordões "irritantes" dos personagens. Embora não seja memorável, a música foi elogiada por se adequar à natureza extravagante do jogo.
Os sites The Game of Nerds e The Gamer classificaram Mario Party 4 como a melhor entrada da série. Lifewire o considerou o melhor jogo Mario Party dos quatro lançados para o GameCube. Den of Geek concordou e também o considerou o quarto melhor jogo da série Mario Party, citando seus minijogos como o principal motivo.

### Vendas e elogios
Mario Party 4 venceu o prêmio de “Jogo Familiar do Ano” durante o 6º Prêmio Anual de Realização Interativa da AIAS. Também foi nomeado para o prêmio anual da GameSpot de "Melhor Jogo de Festa no GameCube", que foi premiado para Super Monkey Ball 2.
O jogo vendeu 1.100.000 unidades desde seu lançamento até 27 de dezembro de 2007, na América do Norte, e 902.827 cópias adicionais no Japão, elevando suas vendas totais para 2.000.000 unidades.